# 이그나티 네스테로프
이그나티 미하일로비치 네스테로프(우즈베크어: Ignatiy Mixaylovich Nesterov, 러시아어: Игнатий Михайлович Нестеров, 1983년 6월 20일 ~ )는 우즈베키스탄의 축구 선수로, 포지션은 골키퍼이다. 현재 우즈베키스탄 리그의 클럽인 로코모티프 타슈켄트 소속으로 활약하고 있다.

## 축구인 경력

### 선수 경력
2001년 프로에 데뷔하여 2002년 우즈베키스탄의 명문 클럽 FC 파흐타코르 타슈켄트로 이적하였다. 파흐타코르에서 주전 골키퍼로 활약하며 리그 7회 연속 우승에 기여하였으며 국가대표팀에서도 주전 골키퍼 자리를 굳혔다.
2009년 FC 부뇨드코르로 이적하였고 부뇨드코르의 리그 연속 우승에도 기여하여 2002 시즌부터 2011 시즌까지 진행된 모든 시즌의 우승컵을 들었다.

## 같이 보기
- A매치 100경기 이상 출전한 축구 선수 명단